# Rolf Cantzen
Rolf Cantzen (* 1955 in Lingen) ist ein deutscher Journalist und Autor.
Cantzen lebte von 1966 bis 1975 im Internat des Klosters Handrup. Anschließend studierte er Politikwissenschaft, Philosophie und Germanistik in Hannover und Berlin. Er ist Diplompolitologe und arbeitet als freier Autor für das Feature-, Bildungs- und Wissenschaftsprogramm verschiedener Radiosender. Seine Reportagen und Features arbeitet er vor allem zu den Themenbereichen Philosophie, Religionen, politische Theorie, Kulturgeschichte und Literatur aus.
2024 wurde Rolf Cantzen für sein Radiofeature für den Deutschlandfunk Deserteure in der Geschichte: Nicht töten und nicht getötet werden mit dem Alternativen Medienpreis in der Sparte Geschichte ausgezeichnet.

## Veröffentlichungen
Print
- Der utopische Sozialismus einiger Anarchisten und Frühsozialisten als mögliche programmatische Grundlage eines Ökosozialismus, 1983
- Freiheit unter saurem Regen. Überlegungen zu einem libertärökologischen Gesellschaftskonzept. Zerling, Berlin 1984, ISBN 978-3-88468-018-6.
- Weniger Staat – mehr Gesellschaft. Freiheit, Ökologie, Anarchismus. Frankfurt a. M. 1987, ISBN 978-3-922209-81-2.
- Wider den Dampfmaschinensozialismus. Gustav Landauers Marxismuskritik, in: L'80 (1987)
- (mit Fritz Vilmar): Selbsthilfe und Selbstorganisation in der politischen Programmatik, Theorie und Ideengeschichte. Berlin 1987.
- Damit der Tagtraum nicht zum Alptraum wird… Skizze zu einem libertären Utopiebegriff. In: Mut zur Utopie! Festschrift für Fritz Vilmar. Münster 1994.
- (Hrsg.): Ich bin hinter dir. Katholische Internatsgeschichten. Aschaffenburg 2012.
- Wiedergeboren werden, aber richtig. Ein spiritueller Ratgeber für alle Lebensfragen. Alibri, Aschaffenburg 2014, ISBN 978-3-86569-174-3.
- Mordskarma: Krimi, Verlag Ed. AV, Lich 2014, ISBN 978-3-86841-103-4.
- zusammen mit Bodo Dringenberg: Biere, Tiere, Anarchie – Jaroslav Hasek – mehr als Schwejk, Launenweber 2018.

Hörfunk
- Kriegsgräuel und ein Aufruf an die Kulturwelt. Sendeschwerpunkt 1. Weltkrieg vor 90 Jahren, Feature für Deutschlandradio Berlin, das Deutsche Historische Museum und die Landeszentrale für politische Bildungsarbeit Berlin 2004.
- Sexy, nett und sie kocht auch gut – Die künstliche Frau – Kulturgeschichte einer Männerphantasie, Feature in Deutschlandfunk 2005.
- Keine Partei- und Gewerkschaftsbonzen. Anarcho-Syndikalismus in der Weimarer Republik, Feature in SWR2 2009.
- Die hohe Kunst der Beleidigung – Ein kleiner Ratgeber, Feature in Deutschlandfunk 2010.
- An die Wand geklatscht – Eine kleine Kulturgeschichte des Frosches, Feature in Deutschlandfunk 2011.
- Die hohe Kunst der Arschkriecherei – Eine geschmeidige Einführung, Feature in Deutschlandfunk 2012.
- Liebe und Anarchie – Eine Lange Nacht über Erich Mühsam, Feature in Deutschlandfunk 2013.
- Die Lange Nacht über deutschen Kolonialismus – Unheilvolle Kontinuitäten, Feature in Deutschlandfunk 2017.
- Gustav Landauer – Skepsis, Mystik und Anarchie, Feature in  SWR2 Wissen 2019.
- Jules Verne - Mann der tausend Visionen, Feature in BR Radiowissen 2019.
- Charles Fourier – Der Utopischste aller Utopisten, Feature in  SWR2 Wissen 2020.
- Lange Nacht über Anarchismus Kein Gott, kein Staat, kein Vaterland, Audio-Version 2.47.33 Minuten, Manuskript, Deutschlandfunk Kultur 2. Mai 2020

## Auszeichnung
- Alternativer Medienpreis 2024: Kategorie Geschichte[4][5]